# Elixir (programspråk)
Elixir är ett funktionellt, samtidigt, generellt programmeringsspråk som körs på Erlangs virtuella maskin (BEAM). Elixir bygger ovanpå Erlang och delar samma abstraktioner för att bygga distribuerade, feltoleranta applikationer. Elixir tillhandahåller också produktivt verktyg och en utdragbar design. Det senare stöds av metaprogrammering av kompileringstid med makron och polymorfism via protokoll. 